# Ion Cojar
Ion Cojar (9 de enero de 1931 – 18 de octubre de 2009) fue un profesor de interpretación, investigador y director teatral de nacionalidad rumana. Fue pionero en su país en la enseñanza de la escuela interpretativa del Método.

## Biografía
Nacido en Recaş, Banato rumano (Rumanía), fue profesor e investigador en la Universidad Nacional de Teatro y Cine, en Bucarest. Guiado por el principio "proceso, no éxito”, Ion Cojar estimulaba a sus estudiantes a desarrollar un "mecanismo" psico-emocional específico, a diferencia de la vieja escuela interpretativa en la cual se enseñaba cómo hacer teatro. Siempre decía que el arte de actuar no tenía nada que ver con el teatro.
Cojar luchó por conseguir un medio educativo en el cual los estudiantes no fueran modelados por el profesor, y que en vez de ello trabajaran en un ambiente de experimentación y autoconocimiento, de liberación de las ideas preconcebidas adquiridas en la familia, la escuela y la sociedad, un ambiente en el cual fueran capaces de utilizar su pleno potencial creativo que les convierte en personas únicas.
En teoría, las investigaciones y hallazgos de Cojar se encuentran recogidos en su libro O poetică a artei actorului (Poética del arte del actor). El principal sucesor de su método de enseñanza es un antiguo estudiante suyo, el profesor Mircea Gheorghiu.
Ion Cojar falleció en 2009 en Bucarest, Rumanía, a causa de una enfermedad de Parkinson. Tenía 78 años de edad. 